# Dijkenglimschoteltje
Dijkenglimschoteltje (Lecania atrynioides) is een korstmossoort uit het geslacht glimschoteltje (Lecania). Het leeft in symbiose met een chlorococcoïde alg.

## Ecologie
Dijkenglimschoteltje groeit epilitisch. In Nederland wordt de soort aangetroffen in gemeenschappen uit het granietschildmos-verbond en de zeestippelkorst-klasse.

## Verspreiding
In Nederland is dijkenglimschoteltje zeer zeldzaam en staat op de Nederlandse Rode Lijst in de categorie 'gevoelig'.